# NGC 3281B
NGC 3281B је лентикуларна галаксија у сазвежђу Шмрк (Пумпа) која се налази на NGC листи објеката дубоког неба.
Деклинација објекта је - 35° 12' 19" а ректасцензија 10h 31m 52,0s. Привидна величина (магнитуда) објекта NGC 3281 износи 13,6 а фотографска магнитуда 14,6.